# Breznička (okres Poltár)
Breznička (maďarsky Ipolyberzence, německy Bersentz, Bresnitz) je obec na Slovensku v okrese Poltár. Žije zde 744 obyvatel.

## Poloha
Obec Breznička se nachází v severní části Lučenské kotliny na severozápadních svazích Slovenského rudohoří. Leží na okresní silnici č. 595 mezi městem Lučenec a městem Poltár, od kterého je vzdálena 5 km, na soutoku řeky Ipeľ a důlního potoka nazývaného Cinobanka. Řeka Ipeľ v katastru obce vytváří meandry, v jejichž biotopu se nachází množství vzácných a chráněných živočišných i rostlinných druhů. Nadmořská výška ve středu obce je 215 m n. m. a v okolí obce 210–350 m n. m.

## Dějiny
Obec má naleziště z doby bronzové, menší hradiště Hrádok, slovanské hradiště z 9.–10. století, zbytky hradeb 12.–13. století. První písemná zmínka o obci Egruch je z roku 1246. V roce 1279 uvádí jako Berzé. Turecký soupis obyvatel je z roku 1554, kdy jako pustina patřila k Hornímu Hrabová. Obyvatelé se zabývali zemědělstvím a hrnčířstvím.

## Kultura a zajímavosti

### Památky
- Římskokatolický kostel Narození Panny Marie, jednolodní barokní stavba z let 1781-1785. Interiér kostela je klasicistní z první poloviny 19. století. Nachází se zde malba od J. Adama z roku 1924.

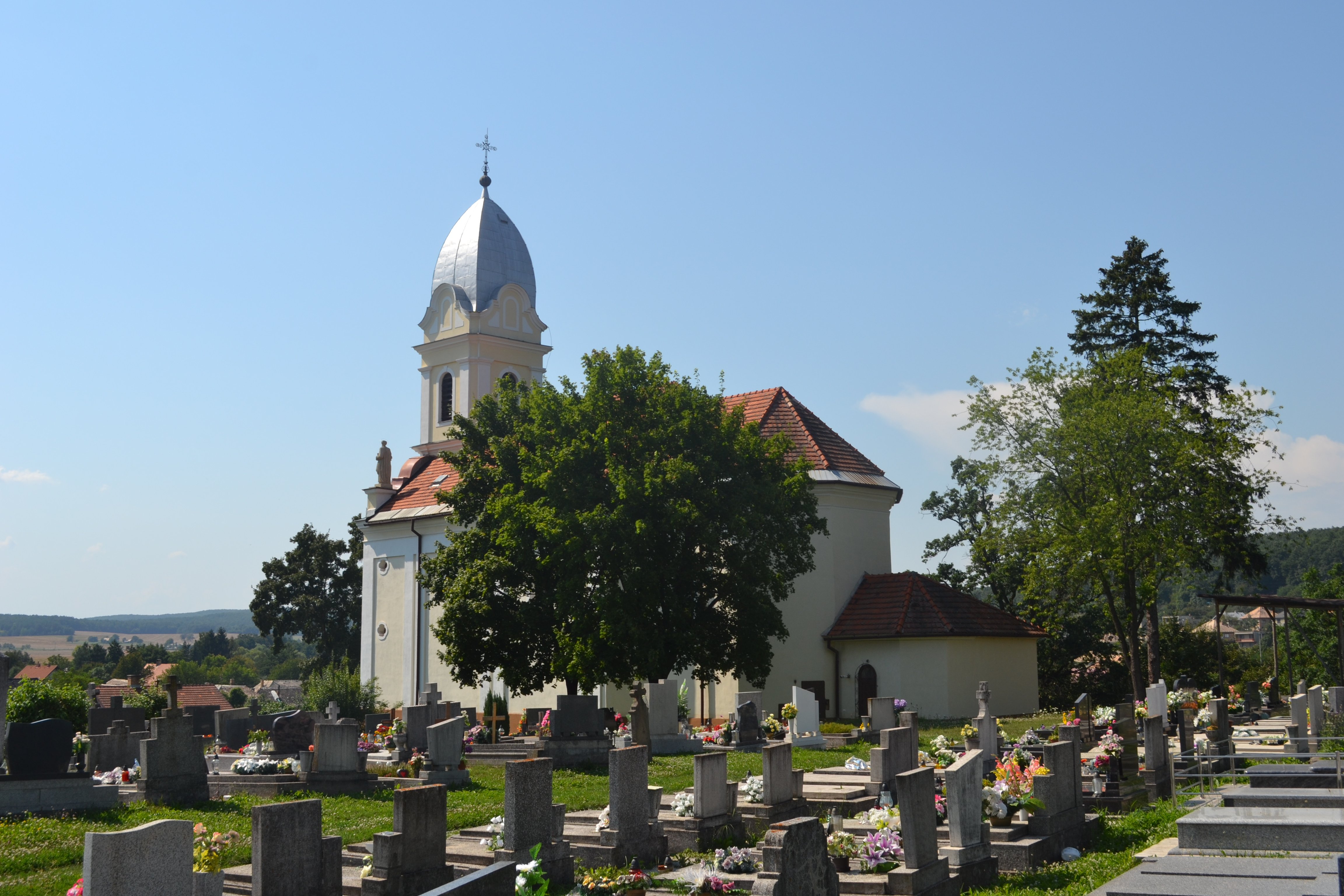
Římskokatolický kostel
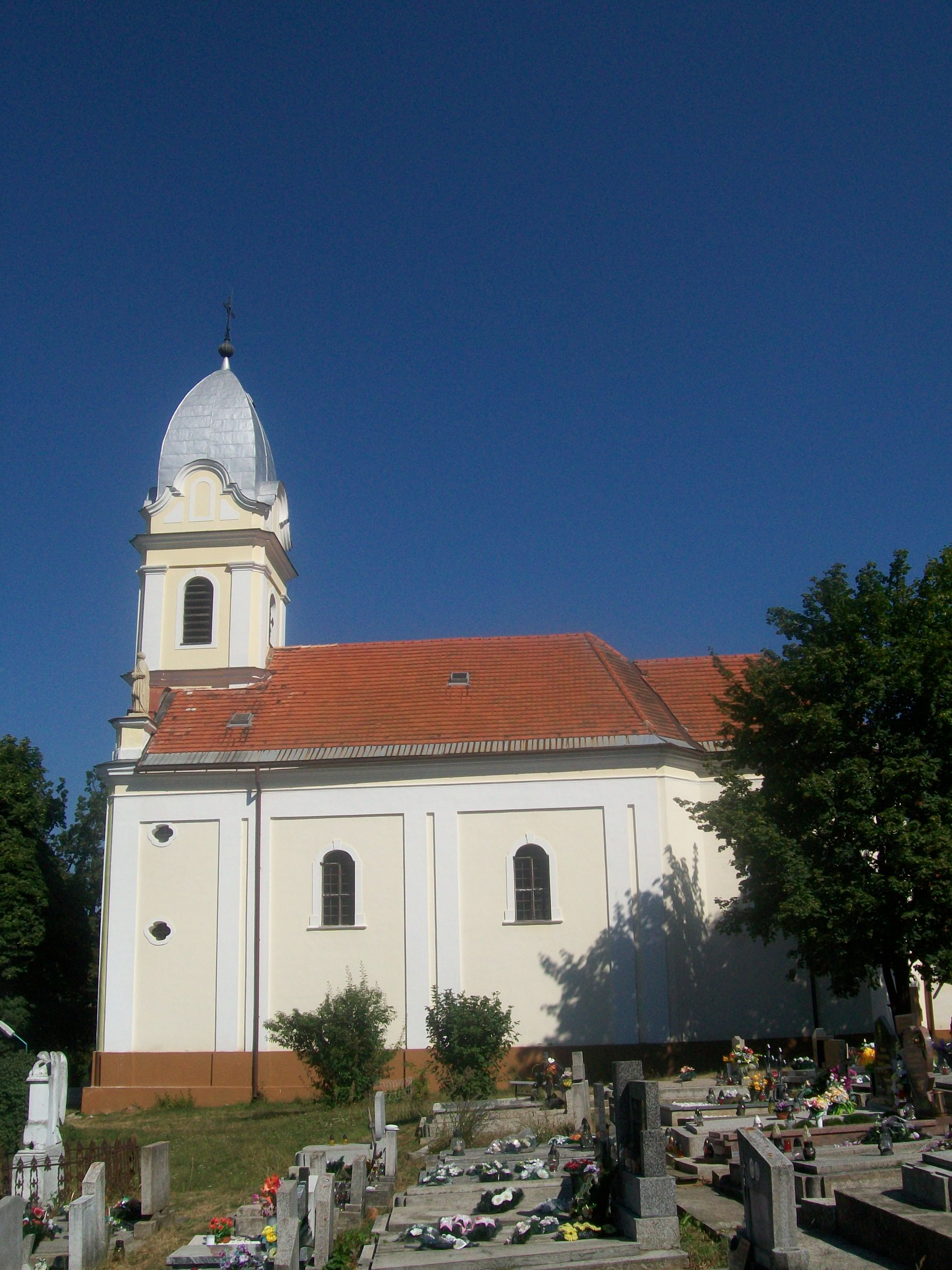

- Evangelický kostel, pozdně klasicistní halová stavba s představěnou věží z roku 1862. Stavba je zdobena členěním lizénovými poli, věž je ukončena jehlanovitou helmicí.

## Osobnosti obce

### Rodáci
- Martin Morháč (1902–1955), slovenský obchodník, politik a veřejný činitel
- Ondrej Gábor (1902–1955), matematik a pedagog